# Ampelasia
Ampelasia là một chi bướm đêm thuộc họ Erebidae.